# Epsilon Indi
Epsilon Indi (ε Indi) ist ein Sternsystem im Sternbild Indus (Indianer). Er ist ein Stern des Südhimmels und kann erst südlich des 33. Breitengrades nördlicher Breite beobachtet werden. Bei einer scheinbaren Helligkeit von +4,69 mag ist der Stern noch gerade freiäugig zu erkennen.
Die mit Abstand hellste und bis ins Jahr 2002 einzig bekannte Komponente Epsilon Indi A gehört zur Spektralklasse K4-5V. Das Alter des Systems ist unklar, Messungen von 2019 deuten jedoch auf ein Alter von etwa 4 Mrd. Jahren hin. Er hat eine mit der Sonne vergleichbare Größe, ist aber kälter.
Von Epsilon Indi aus gesehen ist die Sonne ein Stern 2. Größenklasse im Sternbild Großer Bär.

## Eigenbewegung
Epsilon Indi ist nur 11,8 Lichtjahre von uns entfernt und ist nach Barnards Pfeilstern und Kapteyns Stern der Fixstern mit der drittgrößten Eigenbewegung. Seine Eigenbewegung am Nachthimmel beträgt 4,7 Bogensekunden pro Jahr – das entspricht etwa einem Monddurchmesser in 400 Jahren. In ca. 1000 Jahren wird das Sternsystem ins benachbarte Sternbild Tukan hinüberwechseln.

## System von Epsilon Indi

### Planet
Im Jahre 2018 wurde nach den Braunen Zwergen auch ein Jupiter analog mit der 6-fachen Jupitermasse entdeckt. Folgeuntersuchungen durch das James-Webb-Weltraumteleskop (JWST) zeigten, dass Epsilon Indi A b den Zentralstern Epsilon Indi A in einer stark elliptischen Bahn mit einem Abstand von 20 bis 40 AE umkreist. Die Umlaufzeit liegt bei etwa 200 Jahren. Mit Hilfe des JWST wurde eine mittlere Oberflächentemperatur von 275 Kelvin (2 °C) gemessen. Eine Besonderheit des Planeten ist, dass er zwar mit der Radialgeschwindigkeitsmethode entdeckt wurde, jedoch durch Kombination mit Astrometrischen Messungen der Satelliten Gaia und Hipparcos wesentlich genauer charakterisiert werden konnte.

### Braune Zwerge
In den Jahren 2002 und 2003 wurde Epsilon Indi als Sternsystem erkannt. Auf der Suche nach Planeten außerhalb unseres Sonnensystems fanden Astronomen zwei sich gegenseitig umkreisende Braune Zwerge in 1200 Astronomischen Einheiten Abstand von Epsilon Indi A. 2002 wurde der etwas hellere Epsilon Indi B gefunden, ein Brauner Zwerg der Spektralklasse T1 mit einer Oberflächentemperatur von 1200 K und einer Masse von etwa 50 Jupitermassen.
Ein Jahr später wurde der leuchtschwächere Braune Zwerg Epsilon Indi C gefunden, der der Spektralklasse T6 angehört, eine Oberflächentemperatur von nur 850 K und eine Masse von etwa 30 Jupitermassen aufweist. Der Abstand der beiden Komponenten B (Ba) und C (Bb) beträgt etwa 2,1 AE; beide umkreisen einander in 15 Jahren und haben einen Durchmesser, der etwa dem des Planeten Jupiter entspricht.